# В Зидех
В Зидех (словен. V Zideh) је насељено место у општини Луковица, Средњесловенска регија, Словенија.

## Историја
До територијалне реорганизације у Словенији било је у саставу старе општине Домжале.

## Становништво
У попису становништва из 2011. године, В Зидех је имао 53 становника.
| Број становника према пописима | Број становника према пописима | Број становника према пописима |
| ------------------------------ | ------------------------------ | ------------------------------ |
| 1991                           | 2002                           | 2011                           |
| 70                             | 65                             | 53                             |

## Галерија
- унутрашњост цркве
- засеок Подзид
- куће у Подзиду
- детаљ
- панорама